# エレクトリック (ポール・ロジャースのアルバム)
『エレクトリック』（Electric）は、イギリスの歌手ポール・ロジャースが1999年に発表したスタジオ・アルバム。

## 背景
プリプロダクションはイングランドのサリー、バンドのレコーディングはバーナード・キャッスルで行われ、バックグラウンド・ボーカルの録音とミキシングはカナダのバンクーバーで行われた。ロジャースは本作の制作と並行して、再結成バッド・カンパニーのベスト・アルバム『バッド・カンパニー・アンソロジー』（1999年発売）用の新曲もレコーディングしており、1999年にはバッド・カンパニーの北米ツアーも行われたため、本作のリリースを延期していた。

## 反響・評価
母国イギリスでは前作『NOW』（1997年）ほどの成功を収められず、全英トップ100入りを逃す結果となった。アメリカでもアルバム・チャート入りを果たせなかったが、シングル「ドリフターズ」は『ビルボード』のメインストリーム・ロック・チャートで33位を記録した。
アレックス・ヘンダーソンはオールミュージックにおいて5点満点中3点を付け「1970年代の録音と思い込んでもおかしくない」「バッド・カンパニーが1975年に発表した『ストレート・シューター』や、ロジャースが1970年代初頭のフリーに匹敵する作品ではないが、このロック歌手の熱狂的なファンなら難なく受け入れられるであろう、きちんとした誠実な作品」と評している。

## 収録曲
全曲ともポール・ロジャース作。
1. ディープ・ブルー - "Deep Blue" - 2:34
2. ウォーキング・トール - "Walking Tall" - 3:34
3. ファインド・ア・ウェイ - "Find a Way" - 5:37
4. チャイナ・ブルー - "China Blue" - 3:01
5. ラヴ・レインズ - "Love Rains" - 3:18
6. オーヴァー・ユー - "Over You" - 6:29
7. ドリフターズ - "Drifters" - 4:19
8. フリーダム - "Freedom" - 3:53
9. ジャスミン・フラワー "Jasmine Flower" - 3:59
10. コンキスタドーラ - "Conquistadora" - 4:56

### 日本盤ボーナス・トラック
1. アザー・サイド・オブ・ミッドナイト - "Other Side of Midnight" - 3:26

## 参加ミュージシャン
- ポール・ロジャース - ボーカル、ギター、ピアノ
- ジェフ・ホワイトホーン - ギター
- ジャズ・ロクリー - ベース
- ジム・コープリー - ドラムス
- トム・キーリーサイド - フルート
- ターニャ・ハンチェロフ - バックグラウンド・ボーカル
- サフロン・ヘンダーソン - バックグラウンド・ボーカル
- キャサリン・セント・ジャーメイン - バックグラウンド・ボーカル
- シンシア・ケレルク - バックグラウンド・ボーカル